# Uggtjärnen (Vemdalens socken, Härjedalen)
Uggtjärnen är en sjö i Härjedalens kommun i Härjedalen och ingår i Ljungans huvudavrinningsområde.